# Susan Willcox
Susan Willcox, född 6 april 1954, är en brittisk bågskytt. Hon deltog vid olympiska sommarspelen 1984.